# 1758 Наанталі
1758 Наанталі (1758 Naantali) — астероїд головного поясу, відкритий 18 лютого 1942 року.
Тіссеранів параметр щодо Юпітера — 3,223.
Названо на честь Наанталі (фін. Naantali) - міста та муніципалітету у провінції Південно-західна Фінляндія за 15 км на захід від Турку